# Synagoga w Bartoszycach
Synagoga w Bartoszycach – dawna synagoga w Bartoszycach, wybudowana w latach 50. XIX wieku przy Synagogenstrasse 8 (obecnie ul. Kazimierza Jagiellończyka). W czasie nocy kryształowej, z 9 na 10 listopada 1938 r. budynek został całkowicie spalony. Strażacy nie gasili pożaru, lecz pilnowali jedynie, aby ogień nie przeniósł się na sąsiednie budynki. Ruiny rozebrano.